# Rubus melanocladus
Rubus melanocladus är en rosväxtart som först beskrevs av Henri L. Sudre, och fick sitt nu gällande namn av Harry Joseph Riddelsdell. Rubus melanocladus ingår i släktet rubusar, och familjen rosväxter. Inga underarter finns listade i Catalogue of Life.